# The Beyond
The Beyond (Italiaans: L'aldilà), ook wel bekend als 7 Doors of Death in de VS en The Ghost Town of Zombies in Duitsland, is een Italiaanse horrorfilm uit 1981 geregisseerd door Lucio Fulci. De tweede film in Fulci's 'Gates of Hell'-trilogie (samen met City of the Living Dead en The House by the Cemetery), The Beyond, was de meest geprezen film van Fulci, die in de loop van de decennia een relatief sterke cult volgeling heeft gekregen.

## Verhaal
Een jonge vrouw erft een oud hotel in Louisiana, het zuiden van de VS. Zij weet echter niet dat het hotel gebouwd is op een van de Zeven Poorten naar de Hel. Na een aantal gruwelijke, onverklaarbare ongelukken, leert ze de schokkende waarheid. Maar dan is het al te laat: het Kwaad is losgelaten...

## Rolverdeling
| Acteur              | Personage       |
| ------------------- | --------------- |
| Catriona MacColl    | Liza Merril     |
| David Warbeck       | Dr. John McCabe |
| Cinzia Monreale     | Emily           |
| Antoine Saint-John  | Schweick        |
| Veronica Lazar      | Martha          |
| Larry Ray           | Larry           |
| Giovanni De Nava    | Joe the Plumber |
| Al Cliver           | Dr. Harris      |
| Michele Mirabella   | Martin Avery    |
| Gianpaolo Saccarola | Arthur          |
| Maria Pia Marsala   | Jill            |
| Laura De Marchi     | Mary-Anne       |

## Soundtrack
The Beyond originele soundtrack werd geschreven en uitgevoerd door Fabio Frizzi en uitgebracht door Death Waltz.
- 1 Verso L'Ignoto	       4:00
- 2 Voci Dal Nulla	       2:59
- 3 Suono Aperto	               1:24
- 4 Sequenza Coro E Orchestra   4:34
- 5 Oltre La Soglia	       4:03
- 6 Voci Dal Nulla	       4:27
- 7 Suono Aperto	               4:00
- 8 Voci Dal Nulla	       4:20
- 9 Giro Di Blues	       2:23
- 10 Verso L'Ignoto	       3:23
- 11 Sequenza Ritmica E Tema    4:22

## Trivia
De vele moordscènes maken deze film een status voor cultfans.